# Toshio Iwatani
Toshio Iwatani (岩谷 俊夫 Iwatani Toshio?,  24 de octubre de 1925 en Hyogo - 1 de marzo de 1970 en Tokio) fue un futbolista japonés que se desempeñaba como delantero.
Iwatani jugó 8 veces y marcó 4 goles para la selección de fútbol de Japón entre 1951 y 1956. Iwatani fue elegido para integrar la selección nacional de Japón para los Juegos Asiáticos de 1954.

## Trayectoria

### Clubes
| Club     | País  | Año  |
| -------- | ----- | ---- |
| Osaka SC | Japón | ???? |

### Selección nacional
| Selección | País  | Año         |
| --------- | ----- | ----------- |
| Absoluta  | Japón | 1951 - 1956 |

## Estadística de equipo nacional
| Selección de Japón | Selección de Japón | Selección de Japón |
| Año                | Part.              | Goles              |
| ------------------ | ------------------ | ------------------ |
| 1951               | 3                  | 2                  |
| 1952               | 0                  | 0                  |
| 1953               | 0                  | 0                  |
| 1954               | 2                  | 2                  |
| 1955               | 2                  | 0                  |
| 1956               | 1                  | 0                  |
| Total              | 8                  | 4                  |

## Palmarés

### Distinciones individuales
| Distinción                                      | Año  |
| ----------------------------------------------- | ---- |
| Inducido al Salón de la Fama del fútbol japonés | 2006 |